# Horst Rosengart
Horst Rosengart (* 27. August 1936 in Königsberg; † 11. September 2021 in Bremen) war ein deutscher Architekt in Bremen und Hochschullehrer.

## Biografie

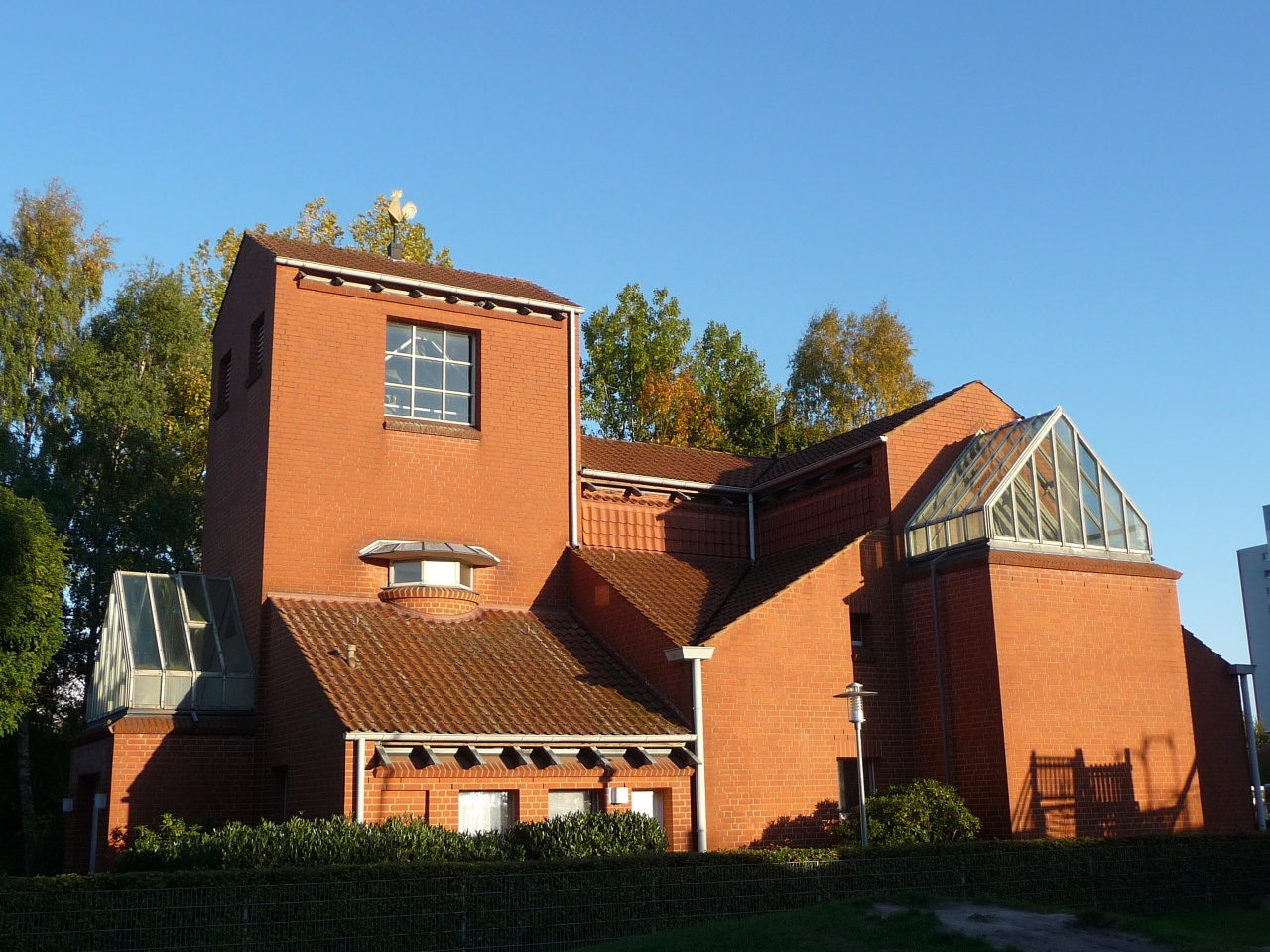
Abraham-Kirche in Kattenturm

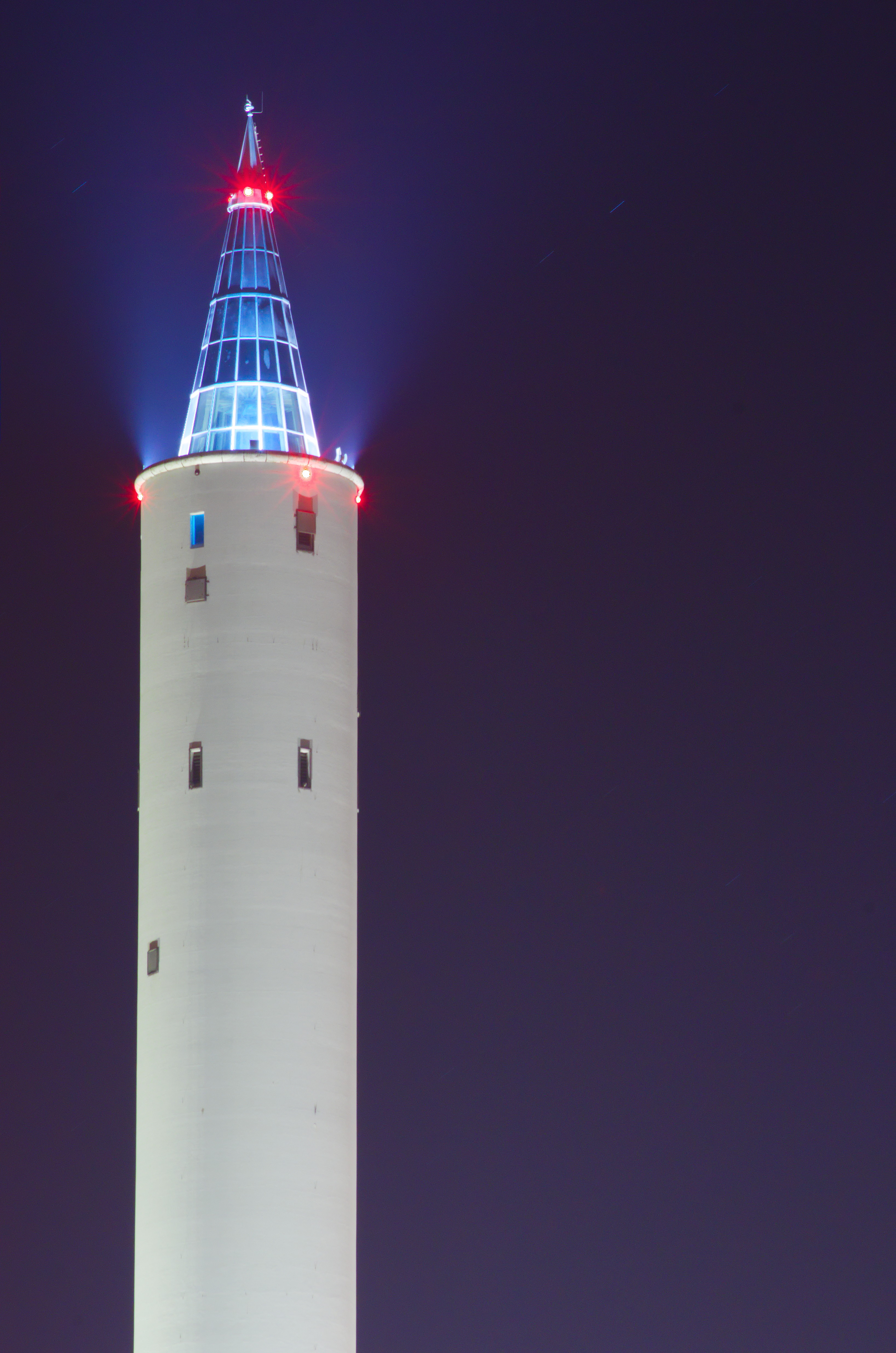
Fallturm des ZARM, Bremen

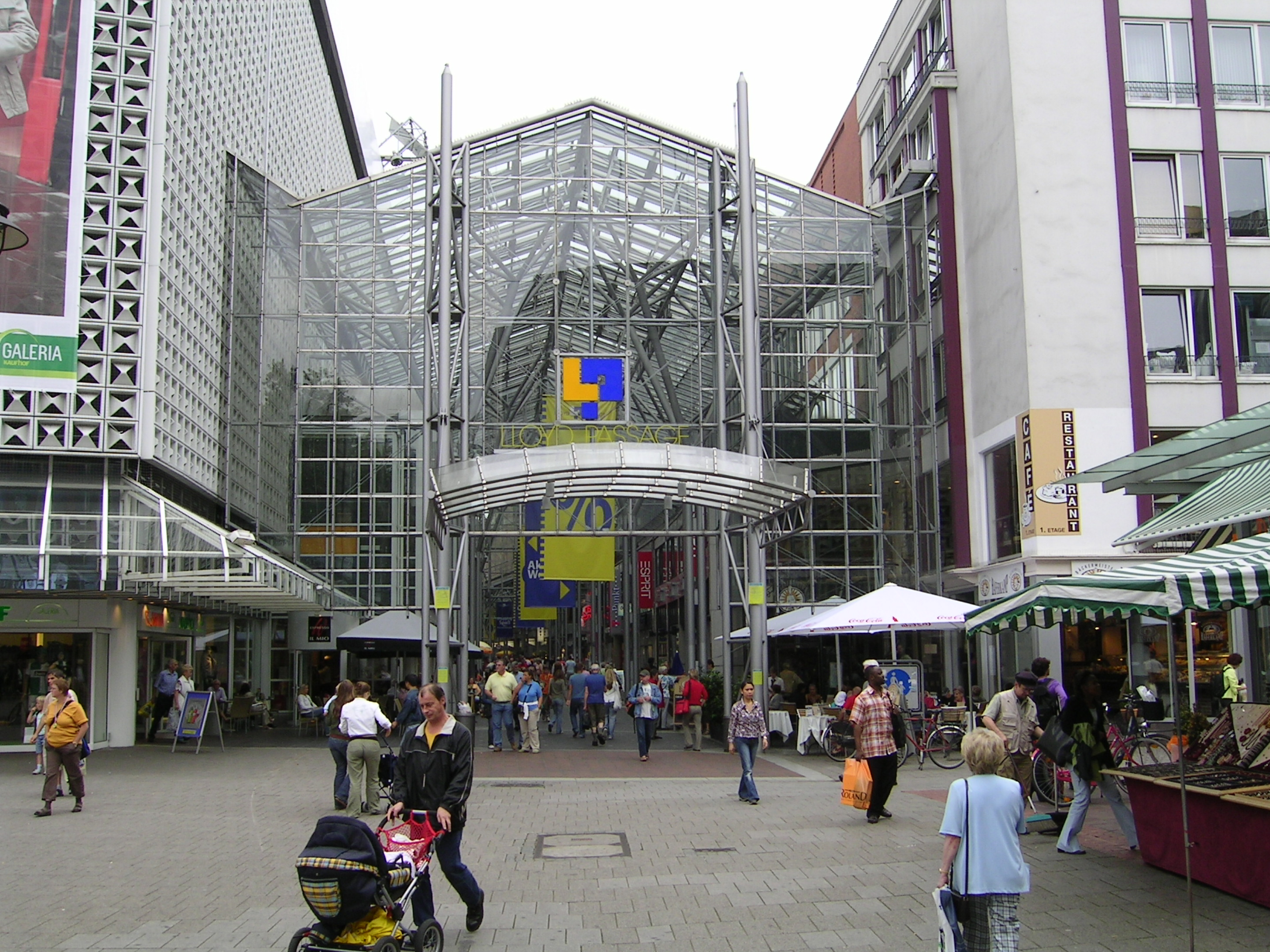
Lloyd-Passage, Bremen

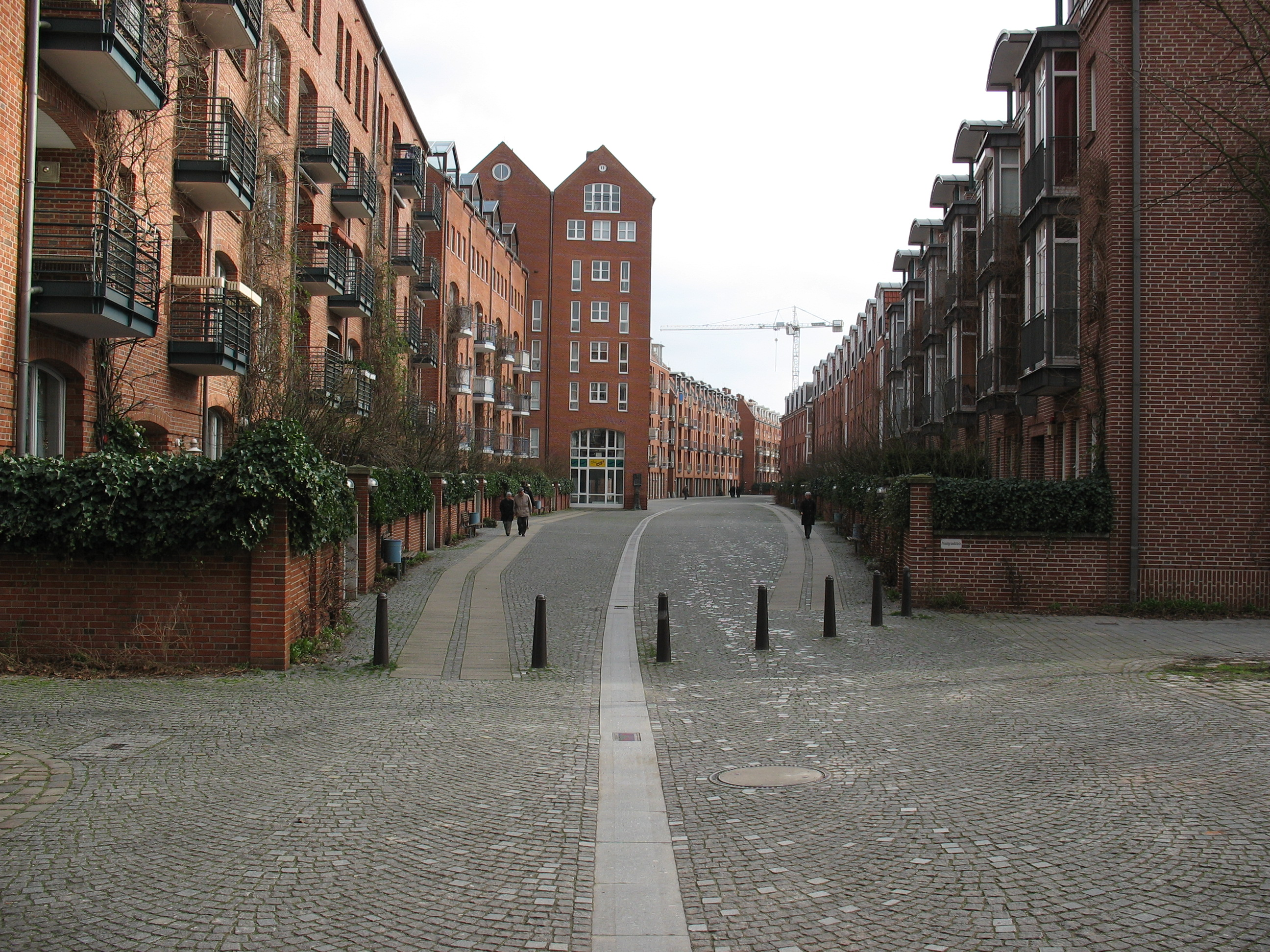
Teerhof, Bremen

Rosengart besuchte die Mittelschule in Fallingbostel. Er erlernte den Beruf eines Zimmermanns und studierte dann von 1958 bis 1960 Architektur an der Bau- und Ingenieurschule in Bremen, u. a. bei Zepernick.
Er war ab 1960 Mitarbeiter im Architekturbüro Burmeister in Hamburg und 1962 bis 1972 in der Architektenpartnerschaft Carsten Schröck und Fritz Busse, die als Bürogemeinschaft mit den Architekten Peter Ahlers, Hermann Brede, Hans Budde am Breitenweg in Bremen etabliert waren. Von 1963 bis 1969 wirkte er für Schröck als Architekt in Lomé, der Hauptstadt von Togo. 1966 wurde von Schröck, Busse und Rosengart das Architektengruppe für Tropenbau gegründet, für die er in Westafrika tätig war und zahlreiche Bauten u. a. in Togo, Ghana und Gabun realisierte. 1972 wurde Rosengart Partner der Architektengruppe Schröck in Bremen.
1974, nach dem frühen Tod von Schröck, bildete sich als Nachfolgebüro die Architektengruppe Schröck, Rosengart, Busse und Partner. Das Büro zog an seinen heutigen Standort, Osterdeich Nr. 44 in Bremen um. Die Partner zu diesem Zeitpunkt waren Fritz Busse, Heinrich Meyerdierks, Rainer Schürmann und Ulf Sommer. Seit 1975 hieß das Büro  Architektengruppe Rosengart, Busse und Partner und seit 1988  Rosengart und Partner. Rosengart beendete 2011 seine Tätigkeit in der Partnerschaft.
Zudem war er von 1995 bis 2001 als Lehrbeauftragter für Bauökologie an der Hochschule Bremen tätig und wurde 1998 durch den Senat der Freien Hansestadt Bremen zum Professor ernannt.
Rosengart war Mitglied und in den 1970er Jahren sechs Jahre lang Landesvorsitzender des Bundes Deutscher Architekten (BDA) Bremen als Nachfolger von Hermann Brede.
Er war verheiratet mit Barbara Rosengart und hat zwei Kinder; sein Sohn Stephan Rosengart ist Partner in der Architektengruppe.

## Werke (Auswahl)
- 1965: Bethesda-Krankenhaus am Mont Agou, Nyonnbo, Togo[3]
- 1966: Seemannsheim, Lomé, Togo[3]
- 1966: Sozialstation, Nuatja, Togo[3]
- 1968: Wohnbauten für das Hygiene-Institut, Lomé, Togo, Westafrika[3]
- 1969: Versuchsstation für Tierzucht und Pflanzenbau, Avetonou, Togo[3]
- 1971: Männerwohnheim, Friedrich-Rauer-Straße, Bremen-Bahnhofsvorstadt[3]
- 1972: Haus Rosengart I, Worpswede[3]
- 1972: Gemeindezentrum Tenever, Bremen-Osterholz-Tenever[3]
- 1973: Hotel Tropicana, Lomé, Togo, Westafrika[3]
- 1974: Umbau Praxis Dr. Ewald+Mintenbeck, Bremen-Schwachhausen[3]
- 1975: Wohnhaus und Zahnarztpraxis Dr. Böse, Worpswede[3]
- 1975: Lampenwerk Brillanthütte, Gnarrenburg[3]
- 1975: Arbeiterwohlfahrt, Auf den Häfen 30-32, Bremen-Ostertor[3]
- 1975: Erweiterung des Gymnasiums Hamburger Straße, Bremen-Peterswerder[3]
- 1975: Seemannsheim, Libreville, Gabun[4]
- 1976: Erweiterung der Schule Otto-Braun-Straße, Bremen-Neue Vahr[3]
- 1976: Umbau Wohnhaus Meckseper, Worpswede[3]
- 1976: Neubau DRK-Kindergarten, Worpswede[3]
- 1977: Neubau Wohnhaus Dr. Pott, Bremen-Oberneuland[3]
- 1977: Neubau Berufsschule OHZ, in Projektgemeinschaft mit Brütt u. Matthies, Göttingen, Osterholz-Scharmbeck[3]
- 1977: Kapitän- und Lotsenstation, Lomé, Togo[3]
- 1977: Tiefgarage Bleicherstraße, Bremen-Ostertor[3]
- 1978: Wohnbebauung Bleicherstraße, Bremen-Ostertor, (mit Fritz Busse, Rainer Schürmann, Ulf Sommer und Heinrich Meyerdierks;Belobigung beim BDA-Preis Bremen 1982)[3]
- 1978: Altenwohnanlage mit Sozialstation, Bremen-Vegesack[3]
- 1978: Lampenwerk Brillanthütte, II. BA, Gnarrenburg[5]
- 1978: Wettbewerb Neubau Berufsschulzentrum, Bremen-Huchting, (1. Preis)[3]
- 1979: Erweiterung des Schulzentrums Sek. I, Helgolander Straße, Bremen-Walle[3]
- 1979: Erweiterung der Hafenfachschule, Bremen-Walle[3]
- 1980: Kirche der Abrahamgemeinde, Bremen-Kattenturm[3]
- 1980: Wettbewerb Carlsburg, Hochschule Bremerhaven, (4. Preis)[3]
- 1980: Wettbewerb Haus des Kurgastes, Burhave, (4. Preis)[3]
- 1981: Neubau Fernmeldeamt, Bremerhaven[3]
- 1982: Fernmeldeturm, Bremen-Walle[3]
- 1982: Neubau der „Katharinenpassage“, Bremen-Altstadt[3]
- 1983: Basisbauten zum Fernmeldeturm, Bremen-Walle[3]
- 1984: Fernmeldewählzentrum, Worpswede[3]
- 1984: Katharinenpassage, Anbau Weinkrüger und weitere Ladenausbauten, Bremen-Altstadt[3]
- 1984: Wettbewerb Erweiterung des Kongresszentrums Bremen-Innenstadt mit Kjaer u. Richter, Aarhus, (1. Preis)[3]
- 1985: Wohnhaus Pelke, Worpswede[3]
- 1986: Wiederaufbau Greif Apotheke, Bremen-Neustadt[3]
- 1986: Fernmeldeamt, Osnabrück[3]
- 1986: Neubau Verwaltungsgebäude VGH-Versicherung, Martinistraße, Bremen-Altstadt[3]
- 1987: Neubau der Ortsvermittlungsstelle 38 der Telekom, Buchtstraße, Bremen-Altstadt, in Projektgemeinschaft mit Ulf Sommer, Architekt Bremen[3]
- 1987: Zentrum für angewandte Raumfahrttechnologie und Mikrogravitation, Universität Bremen, (Anerkennung beim BDA-Preis Bremen 1990)[3]
- 1987: Wettbewerb Fuhrpark des Amtes für Stadtreinigung und Entwässerung – ASS, Bremen-Findorff, (2. Preis)[3]
- 1988: Berufsbildende Schule, BA II, Osterholz-Scharmbeck[3]
- 1989: Fernmeldeamt 1, Bremen-Walle[3]
- 1990: Wohnbebauung Teerhof, Bremen-Altstadt, in Projektgemeinschaft mit Peter Schnorrenberger[3]
- 1990: Wohnanlage für Aus- und Übersiedler, Bremen-Grambke[3]
- 1990: Wohnbebauung Rönnebecker Hafen, Bremen-Blumenthal, (Wettbewerb 1. Preis, Anerkennung beim BDA-Preis Bremen 1994)[3]
- 1990: Wettbewerb Wohnquartier „Auf dem Kruge“, Bremen-Oslebshausen, (3. Preis)[3]
- 1991: Lloydpassage, Bremen-Altstadt, in Projektgemeinschaft mit Rode, Kellermann, Wawerowsky, RKW Architekten Düsseldorf und Harm Haslob, Peter Hartlich und Schütz[3]
- 1991: Städtebaulicher Wettbewerb Am Schmiedeberg, Achim, (1. Preis)[6]
- 1992: Neubau Park+Ride-Parkplatz „Hinterm Sielhof“ mit ÖPNV-Haltestelle, Bremen-Kattenturm[3]
- 1992: Umbau für die Hypo-Bank, Bremen-Altstadt[3]
- 1992: Wettbewerb Wohn- und Stadtteilzentrum Lindenhof, Bremen-Gröpelingen, (4. Preis)[3]
- 1992: Wettbewerb Neubau Kestner-Gesellschaft, Hannover, (engere Wahl)[3]
- 1992: Wettbewerb Dienstleistungszentrum Horn-Lehe West, (3. Preis)[3]
- 1993: Neubau Lagerhalle und Verwaltungsgebäude der Firma Henkel+Gerlach, Stuhr[3]
- 1993: Neubau eines Betriebshofes für den Entwässerungsbezirk III, Bremen-Schwachhausen[3]
- 1993: Ärztehaus für Labormedizin, Bremen-Lehe[3]
- 1993: Atelier Rinke, Worpswede-Bergedorf[3]
- 1993: Glasüberdachung Katharienklosterhof, Bremen-Altstadt, in Projektgemeinschaft mit Ewald Brune[3]
- 1993: Neubau einer Fertigungshalle mit Verwaltungsgebäude der LSW-Maschinenfabrik, Bremen-Vegesack[3]
- 1993: Wettbewerb Wohnungsbau am Rathaus in Ritterhude, (1. Preis)[3]
- 1993: Wettbewerb Dienstleistungszentrum Vögetech, Rostock[3]
- 1994: Geschäftshaus Knigge, Sögestraße, Bremen-Altstadt[3]
- 1994: Umbau eines Büro- und Geschäftshauses Am Wall 175-179, Bremen-Altstadt[3]
- 1994: Wettbewerb Wohnbebauung Berckstraße, Bremen-Horn, (1. Preis)[3]
- 1994: Wettbewerb Wohnanlage Desmapark, Achim, (1. Preis)[3]
- 1994: Wohnhaus Rosengart II, Bremen, (Anerkennung beim BDA-Preis Bremen 1998)[3]
- 1995: Stadtteilbibliothek-West, Bremen-Gröpelingen[3]
- 1995: Umbau der Geschäftsstelle der Hypo-Bank, Münster[3]
- 1995: Umgestaltung der Fassade der Hochgarage Katharinenklosterhof, Bremen-Altsatd[3]
- 1996: EUCARO-Buntmetalle GmbH, Bremen-Woltmershausen[3]
- 1996: Seminar- und Forschungsverfügungsgebäude, Universität Bremen[3]
- 1996: Wettbewerb Appartementhaus „Am Holzhafen“, Bremerhaven, (1. Preis)[3]
- 1997: Umbau eines Bürogebäudes an der Schönen Aussicht, Hamburg-Uhlenhorst[3]
- 1997: Altenwohnanlage Bethesda, Eisenberg, Thüringen, (Wettbewerb 1. Preis, Anerkennung beim Thüringischen Holzbaupreis 1999)[7]
- 1998: Umbau der Sparkassen-Geschäftsstelle 85, Bremen-Weserpark[3]
- 1998: Umbau der Sparkassen-Geschäftsstelle 88, Bremen-Osterholz-Tenever[3]
- 1998: P+R Anlage Sielhof, Bremen-Kattenturm[3]
- 1999: Erweiterung des Schulzentrums Regensburger Straße (Oberschule Findorff), Bremen-Findorff[3]
- 1999: Neubau Wohnhaus Denecke, Fallingbostel[3]
- 1999: Wettbewerb Altenwohnanlage der DKV, Wallanlagen, Bremen-Innenstadt, (engere Wahl)[3]
- 2000: Wohnhaus Helms, Bremen-Oberneuland[3]
- 2000: Umbau Wohnhaus Flörcken, Spiekeroog[3]
- 2000: Anbau Oberschule Findorff
- 2001: Neubau eines Verbrennungslabor für das ZARM, Universität Bremen[3]
- 2001: Kulturhaus „Alter Schützenhof“, Achim[3]
- 2001: Sanierung und Erweiterung zur Ganztagsschule der ISS an der Carl-Goerdeler-Straße, Bremen-Neue Vahr Südost[3]
- 2001: Sanierung und Erweiterung des Gymnasiums Hamburger Straße, Bremen-Östliche Vorstadt[3]
- 2001: Sanierung des Schulzentrums an der Julius-Brecht-Allee, Bremen Gartenstadt Vahr[3]
- 2001: Torhäuser Liegnitzstraße, Bremen-Gröpelingen, (engere Wahl beim BDA-Preis Bremen 2002)[3]
- 2001: Erweiterung Haupt- und Realschule mit Orientierungsstufe, Worpswede, (Wettbewerb 1. Preis)[3]
- 2002: Umbau Wohnhaus Prof. Altenstein, Bremen-Oberneuland[3]
- 2003: Erweiterung zur Ganztagsschule, Schulzentrum an der Drebberstraße, Bremen-Hemelingen[3]
- 2003: Erweiterung zur Ganztagsschule, Schulzentrum an der Butjardinger Straße, Bremen-Woltmershausen[3]
- 2004: Fassadensanierung Schulzentrum Drebberstraße, Bremen-Hemelingen[8]
- 2004: Neubau einer Großgarage für die HanseWasser, Standort Bayernstraße, Bremen-Findorff[3]
- 2004: Erweiterung des Verwaltungsgebäudes der HanseWasser am Klärwerk Seehausen, Bremen-Seehausen[3]
- 2005: ZARM Besucherzentrum, Universität Bremen[3]
- 2005: Wettbewerb Neubau Justizzentrum II, Bremen-Altstadt, (1. Preis)[3]